# Matthias Heckenberger
Matthias Heckenberger (* 9. November 1982 in Erding) ist ein deutscher Fußballspieler.

## Karriere
Heckenberger begann als Stürmer beim TSV Gräfelfing, wechselte dann in die Jugendabteilung des TSV 1860 München und machte später als Mittelfeldspieler seine ersten Schritte im Seniorenfußball beim Bayernligisten FC Ismaning. In der Saison 2002/03 wurde er mit dem Verein Tabellendritter, Heckenberger trug mit elf Toren dazu bei. Er wechselte daraufhin zum Ligakonkurrenten SpVgg Bayreuth, mit dem ihm am Ende der Saison 2004/05 als Meister der Aufstieg in die Regionalliga Süd gelang. Nach einem guten Zehnten Platz wurde dem Klub allerdings vom DFB die Lizenz für die Saison 2006/07 verweigert. Heckenberger schloss sich daraufhin dem Karlsruher SC II an, kehrte für eine Saison zur SpVgg Bayreuth zurück und wechselte im Januar 2009 zum 1. FC Nürnberg II. Zur Saison 2011/12 unterzeichnete er einen Vertrag beim Drittligisten SV Darmstadt 98, wo er am 2. August 2011 sein erstes Drittligaspiel absolvierte. Zu Saisonende verließ er den Verein wieder. Nachdem er ein halbes Jahr bei keinem Verein unter Vertrag stand, wechselte er in Winterpause der Saison 2012/13 nach Norddeutschland zum abstiegsgefährdeten Oberligisten FC Anker Wismar. In 10 Partien, die er bis zu einem Schlüsselbeinbruch für die Mecklenburger absolvierte, konnte er den Abstieg jedoch nicht verhindern. Während der Saison 2013/14 kehrte er nach Bayreuth zurück. Nach eineinhalb Jahren in der Wagnerstadt gab er zwei einjährige Gastspiele bei der SpVgg SV Weiden und dem 1. SC Feucht. In der Winterpause der Saison 2017/2018 trat Heckenberger beim ASV Pegnitz in der Bezirksliga Mittelfranken Nord den Posten als spielender Co-Trainer an.